# Phường 4, Tân Bình
Phường 4 là một phường thuộc quận Tân Bình, Thành phố Hồ Chí Minh, Việt Nam.
Phường 4 có diện tích 2,40 km², dân số năm 2021 là 29.108 người,  mật độ dân số đạt 12.128 người/km².